# Davîdkivți, Hmelnîțkîi
Davîdkivți (în ucraineană Давидківці) este o comună în raionul Hmelnîțkîi, regiunea Hmelnîțkîi, Ucraina, formată numai din satul de reședință.

## Demografie
Componența lingvistică a comunei Davîdkivți
     Ucraineană (96,9%)
     Rusă (2,32%)
     Alte limbi (0,26%)
Conform recensământului din 2001, majoritatea populației comunei Davîdkivți era vorbitoare de ucraineană (96,9%), existând în minoritate și vorbitori de rusă (2,32%).